# Roland Dalhäuser
Roland Dalhäuser (ur. 12 kwietnia 1958 w Birsfelden w okręgu Bazylea) – szwajcarski lekkoatleta specjalizujący się w skoku wzwyż, dwukrotny uczestnik letnich igrzysk olimpijskich (Moskwa 1980, Los Angeles 1984), halowy mistrz Europy z Grenoble (1981).

## Sukcesy sportowe
- dziewięciokrotny mistrz Szwajcarii w skoku wzwyż – 1979, 1980, 1982, 1983, 1984, 1985, 1986, 1987, 1988[1]
- czterokrotny halowy mistrz Szwajcarii w skoku wzwyż – 1982, 1984, 1986, 1987[2]

| Rok  | Miasto       | Zawody                    | Konkurencja | Wynik           |
| ---- | ------------ | ------------------------- | ----------- | --------------- |
| 1980 | Moskwa       | igrzyska olimpijskie      | skok wzwyż  | 5. miejsce      |
| 1980 | Sindelfingen | halowe mistrzostwa Europy | skok wzwyż  | 8. miejsce      |
| 1981 | Grenoble     | halowe mistrzostwa Europy | skok wzwyż  | złoty medal     |
| 1982 | Mediolan     | halowe mistrzostwa Europy | skok wzwyż  | brązowy medal   |
| 1984 | Göteborg     | halowe mistrzostwa Europy | skok wzwyż  | brązowy medal   |
| 1984 | Los Angeles  | igrzyska olimpijskie      | skok wzwyż  | awans do finału |
| 1987 | Indianapolis | halowe mistrzostwa świata | skok wzwyż  | 5. miejsce      |
| 1987 | Liévin       | halowe mistrzostwa Europy | skok wzwyż  | 5. miejsce      |

## Rekordy życiowe
- skok wzwyż – 2,31 – Eberstadt 07/06/1981 (do 2021 rekord Szwajcarii)
- skok wzwyż (hala) – 2,32 – Mediolan 06/03/1982 (rekord Szwajcarii)